# برونو جيرارد
برونو جيرارد (25 أكتوبر 1970 ببلوا في فرنسا - ) (بالفرنسية: Bruno Girard)‏ هو ملاكم فرنسي.

## إحصائيات
خاض خلال مسيرته 48 نزالا، فاز في 42 وتعادل في 2 وخسر في 4. فاز بالضربة القاضية في 7 نزالات.

## روابط خارجية
- برونو جيرارد على موقع بوكس ريك (الإنجليزية) (registration required)